# Nikandr (Pilišin)
Nikandr (světským jménem: Sergej Sergejevič Pilišin; * 9. září 1986, Šachty) je ruský duchovní Ruské pravoslavné církve a metropolita vladimirský a suzdalský.

## Život
Narodil se 9. září 1986 ve městě Šachty.
Roku 2003 dokončil střední školu a nastoupil na Průmyslovou a humanitní kolej Jihoruské státní technické univerzity. Zde získal titul z oboru ekonomie a účetnictví. Roku 2005 začal studovat báňské inženýrství na Petrohradském státním báňském institutu.
V letech 2009–2010 prošel rekvalifikací v oboru žurnalistika na Ruské univerzitě družby národů.
Roku 2009 nastoupil na Moskevskou duchovní akademii. Později prošel postgraduálním studiem na Petrohradské duchovní akademii.
V letech 2011–2014 byl hypodiákonem patriarchy moskevského Kirilla.
V letech 2014–2016 byl licenčním specialistou Vzdělávací komise Ruské pravoslavné církve.
Dne 5. dubna 2015 byl rektorem akademie arcibiskupem verejským Jevgenijem (Rešetnikovem) postřižen na monacha a přijal mnišské jméno Nikandr na počest svatého mučedníka Nikandra Egyptského.
Dne 8. dubna 2015 jej arcibiskup Jevgenij rukopoložil na hierodiakona a 4. prosince 2016 metropolita vologdský a kirillovský Ignatij (Děputatov) na jeromonacha.
Dne 1. srpna 2016 byl přijat do kléru astrachaňské eparchie. Stal se duchovním chrámu Zesnutí přesvaté Bohorodice v Astrachani. Působil také jako vedoucí oddělení pro vztahy církví se společností a médii.
Dne 25. listopadu 2016 mu bylo uděleno právo přechodu do vologdské eparchie. O tři dny později přešel do kléru vologdské eparchie. Byl zapsán mezi bratry Spaso-Priluckého monastýru. Od 15. prosince 2016 byl ekonomem monastýru.
Od 5. prosince 2016 do 4. května 2018 sloužil jako představený podvorje monastýru Svatého Ducha ve Vologdě.
Během svého působení ve vologdské eparchie působil na různých pozicích jako je sekretář několika komisí eparchie, blagočinný monastýrů eparchie či jako sekretář, prorektor a ekonom Vologdského duchovního semináře.
Dne 15. září 2020 byl přijat do kléru saratovské eparchie. Byl jmenován blagočinným monastýrů a tiskovým sekretářem hlavy saratovské metropole.
Dne 23. září 2020 byl ustanoven ključarem (zástupce představeného) a předsedou farní rady chrámu Pokrova přesvaté Bohorodice v Saratově. Dne 30. září se stal šéfredaktorem publikací saratovské metropole a od 1. října zastával funkci vedoucího eparchiálního oddělení pro vztahy církví se společností a médii.
Dne 8. listopadu 2021 mu bylo uděleno právo přejít do kléru moskevské eparchie. Stejného dne se stal zastupujícím předsedou Finanční a hospodářské správy Moskevského patriarchátu.
Dne 10. listopadu 2021 byl jmenován představeným chrámu svatého Blažeje v Moskvě.
Dne 28. dubna 2023 se stal předsedou Finanční a hospodářské správy.
Dne 28. srpna 2023 byl povýšen na archimandritu.
Dne 11. října 2023 jej Svatý synod zvolil biskupem naro-fominským, vikářem patriarchy moskevského a celé Rusi a správcem severozápadního vikariátu Moskvy.
Od roku 2023 je členem Vyšší církevní rady.
Dne 17. října 2023 byl oficiálně jmenován biskupem a o den později proběhla v chrámu Krista Spasitele v Moskvě jeho biskupská chirotonie. Světiteli byli patriarcha moskevský Kirill, metropolita voskresenský Grigorij (Petrov), metropolita volokolamský Antonij (Sevrjuk), metropolita novgorodský a starorusský Lev (Cerpickij), metropolita tverský a kašinský Amvrosij (Jermakov), metropolita saratovský a volský Ignatij (Děputatov), biskup balašichinský a orechovo-zujevský Nikolaj (Pogrebňak), biskup zarajský Konstantin (Ostrovskij), biskup pavlovo-posadský Siluan (Vjurov), biskup pskovský a porchovský Arsenij (Pěrevalov) a biskup zelenogradský Savva (Tutunov).
Dne 9. listopadu 2023 se stal představeným chrámu svatého Demetria Soluňského.
Předseda komise pro církevní majetek a pozemkové vlastnictví moskevské eparchie.
Dne 24. března 2024 byl povýšen na metropolitu.
Dne 27. prosince 2024 jej Svatý synod jmenoval metropolitou vladimirským a suzdalským.